# 4th Disciple
4th Disciple noto anche come El-Divine Amir Bey, pseudonimo di Selwin Bougard (Steubenville, 23 maggio 1974), è un produttore discografico statunitense.

## Biografia
La sua carriera nel mondo discografico è iniziata nei primi anni novanta. È tra i fondatori del collettivo hip hop Killarmy, nato nel 1995. Inoltre è tra i produttori maggiormente accreditati per quanto riguarda la produzione del Wu-Tang Clan. Ha collaborato anche con Raekwon, La the Darkman, Method Man, Cappadonna, Cilvaringz, Killah Priest, Vinnie Paz e altri.